# سابری
سابری (انگلیسی: Sabre) شرکت گردشگری آمریکایی است، که در سال ۲۰۰۰ تأسیس شد.